# Базальне ковзання
Базальне ковзання — це процес ковзання льодовика зі своєї опори через талі води під льодом, що діють як мастильний матеріал. Цей рух значної мірою залежить від температури місцевості, нахилу і розміру льодовика, шорсткості опори та об'єму талих вод.
Рух, що відбувається, коли ці льодовики ковзають, є різким, і будь-які сейсмічні події, особливо біля основи льодовика, можуть спричинити його. Більшість таких рухів стається через стиснені талі води або дрібний осад під льодовиком, насичений водою. Вони забезпечують льодовикові більш гладку поверхню для пересування нею, на противагу шорсткій поверхні, що сприяє зменшенню швидкості ковзання. Хоча талі води є найпоширенішою причиною базального ковзання, було показано, що насичений водою осад також може спричиняти до 90% базального руху, здійснюваного цими льодовиками. 
Найбільшу активність внаслідок базального ковзання спостерігали серед тонких льодовиків, розташованих на крутих схилах; найчастіше це трапляється в літню пору, коли стік талих вод сягає найвищого рівня. Чинники сповільнення або повного припинення базального ковзання стосуються складу льодовика та навколишнього середовища. Льодовиковому рухові чинить опір масив різноманітних твердих уламків каменю, всередині льодовика або під ним. Це може значним чином повпливати на міру пересування льодовика, особливо якщо він розташований на пологому схилі. Тертя цього осаду з уламків може зупинити стабільно рухомий льодовик, якщо він перешкоджає осаду під льодовиком, чи потокові води, що його переносив.
Великі Озера (Канада та США) були утворені внаслідок базального руху.
| Льодовик | Це незавершена стаття з гляціології. Ви можете допомогти проєкту, виправивши або дописавши її. |